# موبوژ
شهر موبوژ (به فرانسوی: موبوژ) در شهرستان نور (فرانسه) در ناحیه نور-پا-دو-کاله با جمعیت ۳۲٬۶۹۹ نفر در کشور فرانسه واقع شده‌است.